# Абаси Оса
Абаси-О̀са е бог-гръмовержец, владетел на небето в митологията на африканското племе екои в Южна Нигерия. Той изпраща на земята мълниите, гръмотевиците и проливните дъждове. Владетел е и на водите. Освен това изпраща и горещите слънчеви лъчи, а Слънцето е негов вестител. Абаси-Оса е бог-демиург, създател на света и първата човешка двойка. Научил хората на всичко необходимо, включително и на това как да се размножават.
В началото на Земята нямало вода и през първите седем дни двойката пиела само дъждовна вода. Тогава Абаси-Оса им изпратил един калабаш (съд от едноименен плод, подобен на тиква), в която намерили седем красиви камъка. Те започнали да ги хвърлят и от тях се появили моретата, реките и езерата.
Според друг вариант, когато първите хора Етим-Не („старец“) и Еджау („дива котка“) дошли на Земята, те не намерили нито вода, нито огън. Първият човек открил вода за своите потомци, а за да се сдобие с огън, прибягнал към хитрост. Изпратил „куцото момче“ (явяващо се културен герой) да отиде на небето и да открадне огъня от Абаси-Оса. Момчето отнесло огъня от дома на жената на бога, докато той се хранел. Скрило го под набедрената си превръзка и го дало на Етим-Не. Абаси-Оса много се ядосал на постъпката на момчето и го проклел да окуцее.
Според една по-различна версия, светът бил създаден от бога на небето Абаси-Оса и богинята на земята Абаси-Нси. При жертвоприношение екоите се обръщат към тях двамата като към баща и майка. Всяка сутрин, при молитвите си към Слънцето, вестителя на Абаси-Оса, те протягат към небето калабаш с вода в чест на бога. След това изсипват водата на земята, в чест на Абаси-Нси. 